# Prix de l'Étoile
Prix de l'Étoile är ett travlopp för 3-5-åriga varmblod (ej valacker) som körs på Vincennesbanan utanför Paris i Frankrike varje år i september månad. Loppet har körts sedan 1976, men körs sedan 2005 över 2 200 meter med fransk voltstart. De treåriga hästar startar 50 meter före de äldre hästarna. Förstapris i loppet är 108 000 euro. Det är ett Grupp 1-lopp, det vill säga ett lopp av högsta internationella klass.

## Vinnare
| År   | Häst               | Tid    | Distans | Efter              | Kusk                  | Tränare               |
| ---- | ------------------ | ------ | ------- | ------------------ | --------------------- | --------------------- |
| 2024 | Lovino Bello       | 1.11,6 | 2100 m  | Village Mystic     | Éric Raffin           | Jocelyn Robert        |
| 2023 | Kana de Beylev     | 1.10,9 | 2100 m  | Express Jet        | Benjamin Rochard      | William Bigeon        |
| 2022 | Just A Gigolo      | 1.12,9 | 2100 m  | Boccador de Simm   | Franck Nivard         | Philippe Allaire      |
| 2021 | Ganay de Banville  | 1.09,8 | 2200 m  | Jasmin de Flore    | Jean-Michel Bazire    | Jean-Michel Bazire    |
| 2020 | Face Time Bourbon  | 1.09,4 | 2200 m  | Ready Cash         | Björn Goop            | Sébastien Guarato     |
| 2019 | Feliciano          | 1.10,2 | 2150 m  | Ready Cash         | David Thomain         | Philippe Allaire      |
| 2018 | Davidson du Pont   | 1.10,8 | 2200 m  | Pacha du Pont      | Jean-Michel Bazire    | Jean-Michel Bazire    |
| 2017 | Écu Pierji         | 1.11,1 | 2150 m  | Tucson             | Mathieu Mottier       | Sébastien Guarato     |
| 2016 | Boléro Love        | 1.10,4 | 2200 m  | Love You           | Gabriele Gelormini    | Sébastien Guarato     |
| 2015 | Cristal Money      | 1.13,2 | 2150 m  | Coktail Jet        | Franck Nivard         | Thierry Duvaldestin   |
| 2014 | Black d'Avril      | 1'12"8 | 2150 m  | Oceano Nox         | Franck Ouvrie         | Frédéric Prat         |
| 2013 | Avila              | 1'14"6 | 2150 m  | Ready Cash         | Thierry Duvaldestin   | Thierry Duvaldestin   |
| 2012 | Vanika du Ruel     | 1'11"6 | 2150 m  | Jardy              | Franck Anne           | Franck Anne           |
| 2011 | Union d'Urzy       | 1'12"7 | 2150 m  | Coktail Jet        | Joseph Verbeeck       | Thierry Duvaldestin   |
| 2010 | The Lovely Gwen    | 1'12"6 | 2150 m  | And Arifant        | Pierre Vercruysse     | M. Lemercier          |
| 2009 | Saxo de Vandel     | 1'13"9 | 2150 m  | Coktail Jet        | Éric Raffin           | Thierry Duvaldestin   |
| 2008 | Return Money       | 1'12"5 | 2150 m  | Corot              | Thierry Duvaldestin   | Thierry Duvaldestin   |
| 2007 | Qualita Bourbon    | 1'12"5 | 2150 m  | Love You           | Jean-Pierre Dubois    | Jean-Pierre Dubois    |
| 2006 | Pearl Queen        | 1'11"9 | 2150 m  | Carpe Diem         | Thierry Duvaldestin   | Thierry Duvaldestin   |
| 2005 | Onyx du Goutier    | 1'13"  | 2150 m  | Buvetier d'Aunou   | Thierry Duvaldestin   | Thierry Duvaldestin   |
| 2004 | Nuage Noir         | 1'13"2 | 2150 m  | Cyrus Buissonay    | Thierry Duvaldestin   | Thierry Duvaldestin   |
| 2003 | Memphis du Rib     | 1'12"7 | 2150 m  | Elvis de Rossignol | J.-L.-C.Dersoir       | Joël Hallais          |
| 2002 | L'As de Boussières | 1'13"5 | 2150 m  | Courlis du Pont    | Bertrand Lefèvre      | Bertrand Lefèvre      |
| 2001 | Kiss Melody        | 1'13"4 | 2150 m  | Extreme Dream      | Dominik Locqueneux    | Pierre-Désiré Allaire |
| 2000 | Jalencia           | 1'14"2 | 2150 m  | Cézio Josselyn     | Christophe Martens    | Christophe Martens    |
| 1999 | Isadora d'Ombrée   | 1'13"6 | 2150 m  | Kimberland         | Ulf Nordin            | Ulf Nordin            |
| 1998 | Hello Jo           | 1'14"7 | 2150 m  | Buvetier d'Aunou   | Pierre Vercruysse     | Jean-Étienne Dubois   |
| 1997 | Elvis de Rossignol | 1'13"6 | 2200 m  | Sancho Pança       | Joël Hallais          | Joël Hallais          |
| 1996 | Défi d'Aunou       | 1'14"  | 2200 m  | Armbro Goal        | Jean-Étienne Dubois   | Jean-Étienne Dubois   |
| 1995 | Coktail Jet        | 1'13"6 | 2200 m  | Quouky Williams    | Jean-Étienne Dubois   | Jean-Étienne Dubois   |
| 1994 | Bahama             | 1'16"2 | 2200 m  | Quito de Talonay   | Jean-Étienne Dubois   | Jean-Pierre Dubois    |
| 1993 | Bahama             | 1'14"9 | 2200 m  | Quito de Talonay   | Jean-Pierre Dubois    | Jean-Pierre Dubois    |
| 1992 | Végétarien         | 1'14"5 | 2300 m  | Hêtre Vert         | Philippe Allaire      | Philippe Allaire      |
| 1991 | Auxerrois          | 1'17"1 | 2275 m  | Passionnant        | Bernard Oger          | Léopold Verroken      |
| 1990 | Ténor de Baune     | 1'15"7 | 2325 m  | Le Loir            | Jean-Baptiste Bossuet | Jean-Baptiste Bossuet |
| 1989 | Sébrazac           | 1'15"5 | 2325 m  | Éjakval            | Michel Roussel        | Jean-Lou Peupion      |
| 1988 | Rainbow Runner     | 1'15"7 | 2325 m  | Fakir du Vivier    | Jean-Philippe Dubois  | Jean-Pierre Dubois    |
| 1988 | Sébrazac           | 1'15"7 | 2325 m  | Éjakval            | Michel-M. Gougeon     | Ulf Nordin            |
| 1987 | Quito de Talonay   | 1'13"5 | 2325 m  | Florestan          | Michel-M. Gougeon     | J. de Bellaigue       |
| 1986 | Pan de la Vaudère  | 1'14"6 | 2325 m  | Ruy Blas IV        | Jean-Claude Hallais   | Louis Decaudin        |
| 1985 | Ourasi             | 1'15"3 | 2325 m  | Greyhound          | Jean-René Gougeon     | Jean-René Gougeon     |
| 1984 | Pontcaral          | 1'18"6 | 2225 m  | Chambon P          | Roger Baudron         | Ali Hawas             |
| 1983 | Minou du Donjon    | 1'16"8 | 2275 m  | Quioco             | Michel Roussel        | Jean-Lou Peupion      |
| 1982 | Lutin d'Isigny     | 1'16"4 | 2275 m  | Firstly            | Jean-Paul André       | Maurice-G. Cornière   |
| 1981 | Katinka            | 1'17"0 | 2275 m  | Kerjacques         | Jean-René Gougeon     | Jean-René Gougeon     |
| 1980 | Jorky              | 1'17"7 | 2275 m  | Kerjacques         | Léopold Verroken      | Léopold Verroken      |
| 1979 | Idéal du Gazeau    | 1'17"8 | 2275 m  | Alexis III         | Eugène Lefèvre        | Eugène Lefèvre        |
| 1978 | High Echelon       | 1'16"4 | 2275 m  | Patara             | Jean-Pierre Dubois    | G-M.Ollitrault        |
| 1977 | Hadol du Vivier    | 1'16"8 | 2275 m  | Mitsouko           | Jean-René Gougeon     | Henri Levesque        |
| 1976 | Hadol du Vivier    | 1'18"8 | 2225 m  | Mitsouko           | Jean-René Gougeon     | Henri Levesque        |